# Strzałków (gromada w powiecie radomszczańskim)
Strzałków – dawna gromada, czyli najmniejsza jednostka podziału terytorialnego Polskiej Rzeczypospolitej Ludowej w latach 1954–1972.
Gromady, z gromadzkimi radami narodowymi (GRN) jako organami władzy najniższego stopnia na wsi, funkcjonowały od reformy reorganizującej administrację wiejską przeprowadzonej jesienią 1954 do momentu ich zniesienia z dniem 1 stycznia 1973, tym samym wypierając organizację gminną w latach 1954–1972.
Gromadę Strzałków siedzibą GRN w Strzałkowie utworzono – jako jedną z 8759 gromad na obszarze Polski – w powiecie radomszczańskim w woj. łódzkim, na mocy uchwały nr 36/54 WRN w Łodzi z dnia 4 października 1954. W skład jednostki wszedł obszar dotychczasowej gromady Strzałków ze zniesionej gminy Gidle oraz obszar dotychczasowej gromady Grzebień ze zniesionej gminy Dmenin w tymże powiecie. Dla gromady ustalono 15 członków gromadzkiej rady narodowej.
1 stycznia 1959 do gromady Strzałków przyłączono wieś i kolonię Orzechów, kolonię Sycówka, kolonię Rozpęd, wieś Orzechówek, przysiółek Kamionka, przysiółek Pokraka, osadę młyńską Wrony i osadę leśną Grzebień ze zniesionej gromady Orzechów.
Gromada przetrwała do końca 1972 roku, czyli do kolejnej reformy gminnej.